# David Douděra
David Douděra (Brandýs nad Labem-Stará Boleslav, 31 maggio 1998) è un calciatore ceco, difensore dello Slavia Praga e della nazionale ceca.

## Carriera

### Club
Cresciuto nel settore giovanile del Dukla Praga, ha esordito in prima squadra il 23 settembre 2017 disputando l'incontro di 1. liga perso 3-0 contro il Sigma Olomouc.

### Nazionale
Ha giocato nelle nazionali giovanili ceche Under-20 ed Under-21, per poi esordire con la nazionale maggiore il 24 marzo 2023 nel successo per 3-1 contro la Polonia. Il 20 novembre seguente realizza la sua prima rete per la selezione ceca nella sfida vinta 3-0 contro la Moldavia.

## Statistiche

### Presenze e reti nei club
Statistiche aggiornate al 20 aprile 2022.
| Stagione              | Squadra               | Campionato            | Campionato | Campionato | Coppe nazionali | Coppe nazionali | Coppe nazionali | Coppe continentali | Coppe continentali | Coppe continentali | Altre coppe | Altre coppe | Altre coppe | Totale | Totale |
| Stagione              | Squadra               | Comp                  | Pres       | Reti       | Comp            | Pres            | Reti            | Comp               | Pres               | Reti               | Comp        | Pres        | Reti        | Pres   | Reti   |
| --------------------- | --------------------- | --------------------- | ---------- | ---------- | --------------- | --------------- | --------------- | ------------------ | ------------------ | ------------------ | ----------- | ----------- | ----------- | ------ | ------ |
| 2017-2018             | Dukla Praga           | 1L                    | 11         | 0          | CRC             | 0               | 0               |                    | -                  | -                  |             | -           | -           | 11     | 0      |
| 2018-2019             | Dukla Praga           | 1L                    | 25+5       | 2+0        | CRC             | 0               | 0               |                    | -                  | -                  |             | -           | -           | 30     | 2      |
| 2019-gen. 2020        | Dukla Praga           | 2L                    | 10         | 0          | CRC             | 2               | 2               |                    | -                  | -                  |             | -           | -           | 12     | 2      |
| Totale Dukla Praga    | Totale Dukla Praga    | Totale Dukla Praga    | 51         | 2          |                 | 2               | 2               |                    | -                  | -                  |             | -           | -           | 53     | 4      |
| gen.-giu. 2020        | Mladá Boleslav        | 1L                    | 9+5        | 0          | CRC             | 1               | 0               |                    | -                  | -                  |             | -           | -           | 15     | 0      |
| 2020-2021             | Mladá Boleslav        | 1L                    | 31         | 2          | CRC             | 4               | 0               |                    | -                  | -                  |             | -           | -           | 35     | 2      |
| 2021-2022             | Mladá Boleslav        | 1L                    | 26         | 7          | CRC             | 4               | 0               |                    | -                  | -                  |             | -           | -           | 30     | 7      |
| Totale Mladá Boleslav | Totale Mladá Boleslav | Totale Mladá Boleslav | 71         | 9          |                 | 9               | 0               |                    | -                  | -                  |             | -           | -           | 80     | 9      |
| Totale carriera       | Totale carriera       | Totale carriera       | 122        | 11         |                 | 11              | 2               |                    | -                  | -                  |             | -           | -           | 133    | 13     |

### Cronologia presenze e reti in nazionale
| Cronologia completa delle presenze e delle reti in nazionale ― Rep. Ceca | Cronologia completa delle presenze e delle reti in nazionale ― Rep. Ceca | Cronologia completa delle presenze e delle reti in nazionale ― Rep. Ceca | Cronologia completa delle presenze e delle reti in nazionale ― Rep. Ceca | Cronologia completa delle presenze e delle reti in nazionale ― Rep. Ceca | Cronologia completa delle presenze e delle reti in nazionale ― Rep. Ceca | Cronologia completa delle presenze e delle reti in nazionale ― Rep. Ceca | Cronologia completa delle presenze e delle reti in nazionale ― Rep. Ceca |
| Data                                                                     | Città                                                                    | In casa                                                                  | Risultato                                                                | Ospiti                                                                   | Competizione                                                             | Reti                                                                     | Note                                                                     |
| ------------------------------------------------------------------------ | ------------------------------------------------------------------------ | ------------------------------------------------------------------------ | ------------------------------------------------------------------------ | ------------------------------------------------------------------------ | ------------------------------------------------------------------------ | ------------------------------------------------------------------------ | ------------------------------------------------------------------------ |
| 24-3-2023                                                                | Praga                                                                    | Rep. Ceca                                                                | 3 – 1                                                                    | Polonia                                                                  | Qual. Euro 2024                                                          | -                                                                        | 71’                                                                      |
| 20-6-2023                                                                | Podgorica                                                                | Montenegro                                                               | 1 – 4                                                                    | Rep. Ceca                                                                | Amichevole                                                               | -                                                                        |                                                                          |
| 12-10-2023                                                               | Tirana                                                                   | Albania                                                                  | 3 – 0                                                                    | Rep. Ceca                                                                | Qual. Euro 2024                                                          | -                                                                        | 86’                                                                      |
| 15-10-2023                                                               | Plzeň                                                                    | Rep. Ceca                                                                | 1 – 0                                                                    | Fær Øer                                                                  | Qual. Euro 2024                                                          | -                                                                        | 70’                                                                      |
| 17-11-2023                                                               | Varsavia                                                                 | Polonia                                                                  | 1 – 1                                                                    | Rep. Ceca                                                                | Qual. Euro 2024                                                          | -                                                                        |                                                                          |
| 20-11-2023                                                               | Olomouc                                                                  | Rep. Ceca                                                                | 3 – 0                                                                    | Moldavia                                                                 | Qual. Euro 2024                                                          | 1                                                                        |                                                                          |
| 22-3-2024                                                                | Oslo                                                                     | Norvegia                                                                 | 1 – 2                                                                    | Rep. Ceca                                                                | Amichevole                                                               | -                                                                        |                                                                          |
| 26-3-2024                                                                | Praga                                                                    | Rep. Ceca                                                                | 2 – 1                                                                    | Armenia                                                                  | Amichevole                                                               | -                                                                        | 46’                                                                      |
| 10-6-2024                                                                | Hradec Králové                                                           | Rep. Ceca                                                                | 2 – 1                                                                    | Macedonia del Nord                                                       | Amichevole                                                               | -                                                                        |                                                                          |
| 18-6-2024                                                                | Lipsia                                                                   | Portogallo                                                               | 2 – 1                                                                    | Rep. Ceca                                                                | Euro 2024 - 1º turno                                                     | -                                                                        |                                                                          |
| 22-3-2025                                                                | Hradec Králové                                                           | Rep. Ceca                                                                | 2 – 1                                                                    | Fær Øer                                                                  | Qual. Mondiali 2026                                                      | -                                                                        | 79’                                                                      |
| 9-6-2025                                                                 | Osijek                                                                   | Croazia                                                                  | 5 – 1                                                                    | Rep. Ceca                                                                | Qual. Mondiali 2026                                                      | -                                                                        | 88’                                                                      |
| Totale                                                                   |                                                                          | Presenze                                                                 | 12                                                                       |                                                                          | Reti                                                                     | 1                                                                        |                                                                          |

## Palmarès

### Club

#### Competizioni nazionali
- Campionato ceco: 1

Slavia Praga: 2024-2025
- Coppa della Repubblica Ceca: 1

Slavia Praga: 2022-2023